# Protettorato (Inghilterra)
Il Protettorato coincide con un periodo della storia inglese compreso tra il 1653 - quando Oliver Cromwell, dopo aver assoggettato il Parlamento inglese, si fece nominare Lord Protettore - e il 1659 - quando il successore di Oliver, suo figlio Richard Cromwell, abbandonò la sua carica di Lord Protettore, sicché gli Stuart, sotto Carlo II, poterono fare ritorno in Inghilterra e restaurare la monarchia.